# Evansiet
Het mineraal evansiet is een gehydrateerd aluminium-fosfaat met de chemische formule Al3(PO4)(OH)6·6(H2O).

## Eigenschappen
Het doorzichtig tot doorschijnend kleurloze, witte, gele, groene of blauwe evansiet heeft een glas- tot parelglans, een witte streepkleur en het mineraal kent geen splijting. Het mineraal is amorf en vormt dus geen kristallen. Evansiet heeft een gemiddelde dichtheid van 1,95, de hardheid is 3,5 tot 4 en het mineraal is niet radioactief.

## Naam
Het mineraal evansiet is genoemd naar de Britse metallurg Brooke Evans (1797 - 1862).

## Voorkomen
De typelocatie van evansiet is de berg Železník, Szirk, Slowakije. Het mineraal wordt verder gevonden in Cobalt, Idaho, Verenigde Staten.